# Вольтерра, Вито
Ви́то Вольте́рра (итал. Vito Volterra; 3 мая 1860, Анкона — 11 октября 1940, Рим) — итальянский математик и физик. 
Член Национальной академии деи Линчеи (1899), иностранный член Лондонского королевского общества (1910), Парижской академии наук (1917; корреспондент с 1904), иностранный член-корреспондент Петербургской академии наук (1908) и почётный член Академии наук СССР (1926).

## Биография
Вито Вольтерра родился 3 мая 1860 года в Анконе в бедной еврейской семье. Интерес к математике начал проявляться в нём довольно рано, в возрасте 11 лет.
Под впечатлением от романа Жюля Верна «Путешествие на Луну» он занялся расчётами траектории снаряда в атмосфере. Также он начал читать «Начала Геометрии» Лежандра. В возрасте 13 лет он начал изучать задачу трёх тел и добился некоторых успехов в разбиении времени на маленькие интервалы, на которых он мог рассматривать силовую константу.
Вольтерра рано потерял отца, тот умер, когда Вито было 2 года. Однако материальные трудности не помешали ему посещать лекции во Флорентийском университете. Финансово ему помогали профессор физики Антонио Роити и его дядя, инженер Эдвард Алмаджио. В 1878 году он перебрался в Пизанский университет, а через год — в Высшую нормальную школу в Пизе, на вступительных экзаменах в которую он занял первое место, что позволило ему получать стипендию. Энрико Бетти предложил ему тему диссертации по гидродинамике, и Вольтерра защитил её в 1882 году (в том числе, независимо переоткрыв некоторые результаты Стокса). После этого он был назначен ассистентом Бетти, а в 1883-м — профессором классической механики. В 1893-м он стал профессором механики Туринского университета, а в 1900-м — профессором математической физики в Римском университете.
В 1905 году стал самым молодым сенатором Итальянского королевства. Во время Первой мировой войны Вольтерра в составе итальянской армии работал над улучшением дирижаблей: ему принадлежит идея использования гелия вместо горючего водорода. Однако в 1931 году Вольтерра отказался принести присягу фашистскому правительству (в числе 12 из 1250 профессоров), за что был лишён членства во всех итальянских университетах и жил преимущественно за границей, вернувшись на родину лишь накануне кончины.
В 1938-м Вольтерре была присуждена учёная степень шотландского университета в Сент-Эндрюсе, но на торжественной церемонии по этому случаю учёный не смог присутствовать из-за проблем со здоровьем. Вито Вольтерра скончался 11 октября 1940 года в Риме.

## Память
В честь Вито Вольтерры в 1970 г. назван кратер на обратной стороне Луны.

## Работы
Наиболее известны его работы в области дифференциальных уравнений с частными производными, теории упругости, интегральных и интегро-дифференциальных уравнений, функционального анализа. После Первой мировой войны его интересы сместились к приложению математических идей в биологии, в этой сфере он существенно переработал и развил результаты, полученные Пьером Ферхюльстом. Наиболее известный результат этой его работы — создание модели Лотки — Вольтерры.

## Избранные сочинения
- Volterra V. Variazone e fluttuazini del numero d’individui in specie animali conviventi. — Mem. Accad. naz. Lincei. Ser. 6, 1926.
- Volterra V. Lecóns sur la théorie mathematique de la lutte pour la vie. P.:Gauthiers-Villars, 1931
  - Вольтерра, Вито. Математическая теория борьбы за существование / В. Вольтерра ; пер. с фр. О. Н. Бондаренко ; под ред. и с послесл. Ю. М. Свирежева. - М. : Наука, Гл. ред. физ.-мат. лит., 1976. - 285, [1] с. : ил. ; 21 см. - Библиогр.: с. 243-244, 284-286 и в подстроч. примеч. - Из содерж.: Сосуществование двух видов ; Предварительное изучение сосуществования нескольких видов ; Изучение сосуществования n видов при более широких гипотезах. Консервативные и диссипативные системы ; Сравнение явлений последствия в биологии и механике. - Загл. на корешке не указано. - 13000 экз.. - (в пер.) : 1.25 р., 110.00 р.
- Вольтерра В. Теория функционалов и интегральных и интегро-дифференциальных уравнений. — Пер. с англ. М. К. Керимова. — М.: Наука, 1982. — 304 c.